# Mark Proksch
Mark Proksch (1978 o 1979) è un attore statunitense noto per aver recitato nelle serie The Office, Better Call Saul, Dream Corp, LLC e What We Do in the Shadows.

## Filmografia parziale

### Cinema
- Natale con i tuoi (A Merry Friggin' Christmas), regia di Tristram Shapeero (2014)
- Another Evil, regia di Carson Mell (2016)
- VHYes, regia di Jack Henry Robbins (2019)

### Televisione
- The Office – serie TV, 19 episodi (2010-2013)
- Infomercials – serie TV, 2 episodi (2012-2014)
- Hello Ladies – serie TV, un episodio (2013)
- New Girl – serie TV, un episodio (2013)
- Eagleheart – serie TV, un episodio (2013)
- Decker – serie TV, 20 episodi (2014-2017)
- Portlandia – serie TV, un episodio (2014)
- Modern Family – serie TV, un episodio (2014)
- Selfie – serie TV, un episodio (2014)
- Better Call Saul – serie TV, 4 episodi (2015-2017)
- Dream Corp, LLC – serie TV, 30 episodi (2016-2020)
- Son of Zorn – serie TV, 9 episodi (2016-2017)
- This Is Us – serie TV, un episodio (2018)
- Fresh Off the Boat – serie TV, un episodio (2018)
- A.P. Bio – serie TV, un episodio (2018)
- Room 104 – serie TV, un episodio (2019)
- Corporate – serie TV, un episodio (2019)
- What We Do in the Shadows – serie TV, 59 episodi (2019-2024)
- Black Monday – serie TV, un episodio (2020)

### Doppiaggio
- Bob's Burgers – serie TV, un episodio (2013)
- Adventure Time – serie TV, un episodio (2014)
- Drunk History – serie TV, un episodio (2015)
- Apollo Gauntlet – serie TV, 5 episodi (2017)
- Ten Year Old Tom – serie TV, 13 episodi (2021-2023)
- The Great North – serie TV, 4 episodi (2022-2023)
- Fairfax – serie TV, 2 episodi (2022)
- Central Park – serie TV, 2 episodi (2022)
- HouseBroken – serie TV, un episodio (2023)
- Exploding Kittens – serie TV (2024)

## Doppiatori italiani
Nelle versioni in italiano delle opere in cui ha recitato, Mark Proksch è stato doppiato da:
- Luigi Ferraro in Better Call Saul
- David Vivanti in This Is Us
- Dado Coletti in What We Do in the Shadows (st. 1-2)
- Teo Bellia in What We Do in the Shadows (st. 3-6)

Da doppiatore è sostituito da:
- Daniele Giuliani in Exploding Kittens